# Old Faithful

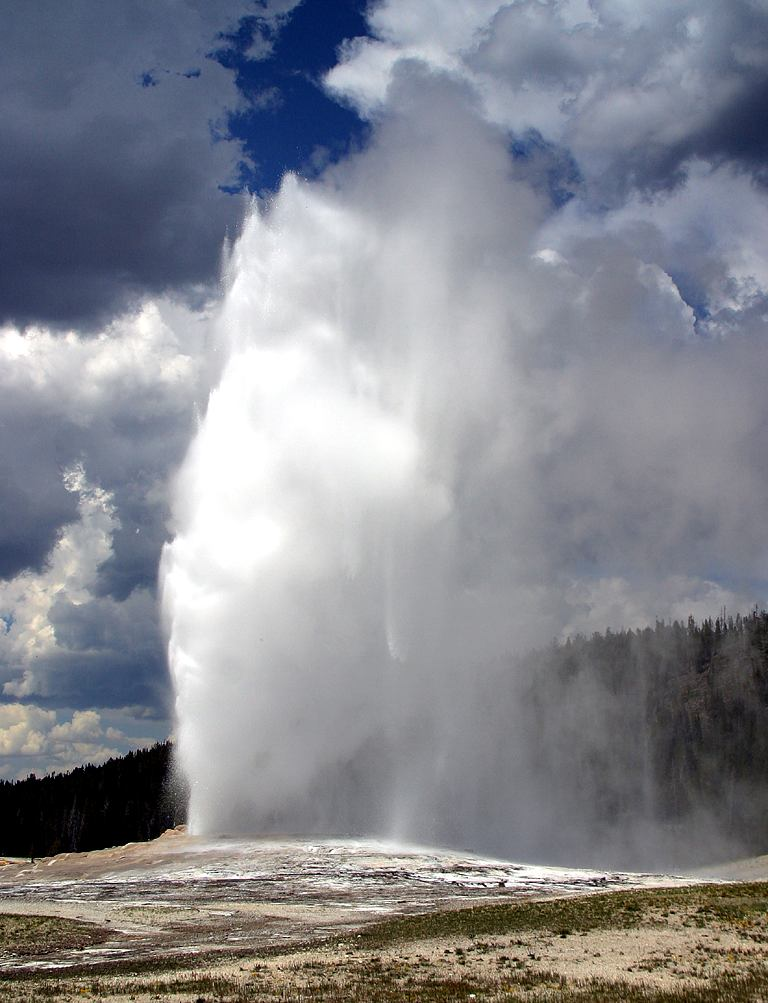
Old Faithful

Old Faithful (på svenska: Gamle Pålitlige) är en gejser i Yellowstone nationalpark, Wyoming, USA. Gejsern fick sitt namn 1870 under Washburn-Langford-Doane-expeditionen och blev därmed den första gejsern i en nationalpark med att få ett officiellt namn. Namnet kan sägas vara välförtjänt eftersom gejsern är mycket punktlig, med ett utbrottsintervall på ungefär 91 minuter.